# Al-Midan

Al-Mydan trên bản đồ các quận Damaskus

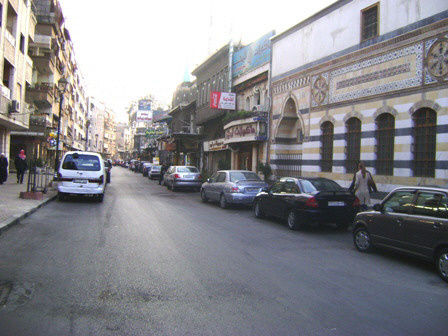
Đường Midan-Jezmatiyeh

Al-Midan (tiếng Ả Rập: حي الميدان) là một khu phố và đô thị ở Damascus, Syria, ngay phía nam thành phố cổ và rất gần trung tâm thành phố hiện đại. Trong cuộc điều tra dân số năm 2004, nó có dân số 177.456. Đường phố và ngõ hẻm của nó chứa đầy di sản và lịch sử do tuổi của khu phố. Trong suốt lịch sử, người dân của nó đã chiến đấu cùng với anh em của họ từ các khu phố khác để bảo vệ Damascus. Ngoài ra, có rất nhiều học giả Damascene vĩ đại được sinh ra ở đây. Ngày nay, khu phố thường được coi là một trong những khu vực bảo thủ nhất ở Damascus.

## Từ nguyên
Tên Midan có nguồn gốc từ Midan Al Hassa (tiếng Ả Rập: ميدان الحصى) hoặc vùng sỏi đá. Khu phố nằm giữa hai con suối Barada và khi trời mưa to, các mỏ sỏi đất lấp đầy các con suối và do đó, khu phố.

## Lịch sử
Al-Midan bắt đầu trong thời kỳ Mamluk cai trị Damascus. Nó đã hình thành cuối cùng khoảng 400 năm trước trong thời đế chế Ottoman và không trải qua bất kỳ thay đổi lớn nào kể từ đó. Nó được coi là Cổng phía Nam của Damascus và được người dân Damascus tạo ra như một trung tâm thương mại để họ gần gũi hơn với người dân Hauran và cải thiện quan hệ thương mại và kinh tế giữa họ.
Trong thời Pháp chiếm đóng, người dân khu phố này đã chiến đấu quyết liệt vì tự do của họ. Người dân Midan nổi dậy mạnh mẽ chống Pháp và do đó phải hứng chịu nhiều vụ đánh bom nặng nề trong cuộc nổi dậy Syria vĩ đại 1925-1927. Hành động của họ được thúc đẩy một phần bởi các liên kết thương mại rộng lớn kết nối các thương nhân ngũ cốc của khu phố với những người đáng chú ý của Druze ở Hawran, trong đó cuộc nổi dậy đã bắt đầu.
Michel Aflaq và Salah al-Din al-Bitar, những người sáng lập Đảng Ba'th, đều sinh ra ở Midan, con trai của các thương gia ngũ cốc.
Khu phố đã và vẫn còn (so với các khu phố khác ở Damascus) rất bảo thủ. 

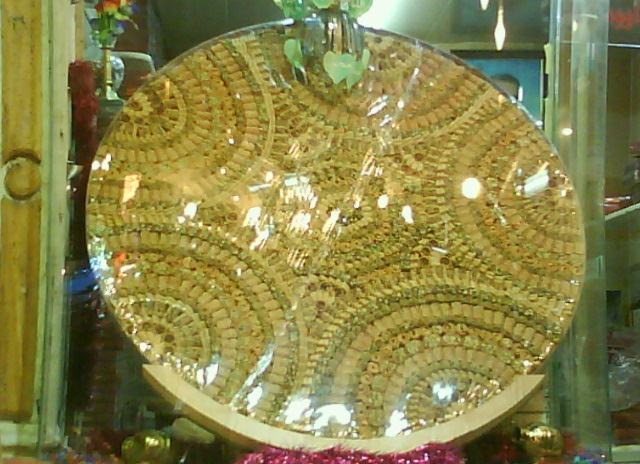
Kẹo ngọt Midani

## Ẩm thực
Midan được biết đến trên khắp Syria và các quốc gia xung quanh với các loại đồ ngọt ngon mà nó cung cấp. Hàng trăm năm nấu ăn và làm những món ăn và đồ ngọt ngon nhất đã khiến khu phố này trở nên vô cùng nổi tiếng. Trên thực tế, một số cửa hàng có trụ sở tại khu phố này hiện có mặt trên toàn thế giới và được mọi người yêu thích Một số ví dụ về các cửa hàng này là Daoud Brothers Sweets và Abu Haidar Sweets. Một số đồ ngọt mà Midan nổi tiếng với Baklava, Barazek, Knafah, Namorah, Awameh.

## Huyện
- Bab Masr (pop. 11.330)
- Daqaq (pop 10,858)
- Al-Haqleh (pop. 8.076)
- Al-Qa'a (pop. 11,791)
- Midan al-Wastani (pop 23.745)
- Al-Tadamon (pop 86.793)
- Az-Zahreh (pop. 24.863)